# Ulmi (okręg Aluta)
Ulmi – wieś w Rumunii, w okręgu Aluta, w gminie Milcov. W 2011 roku liczyła 610 mieszkańców.